# Menemerus regius
Menemerus regius là một loài nhện trong họ Salticidae.
Loài này thuộc chi Menemerus. Menemerus regius được Wanda Wesołowska miêu tả năm 1999.